# 龍岡資晃
龍岡 資晃（たつおか すけあき、1941年9月28日 - ）は、日本の裁判官。

## 来歴・人物
鹿児島県出身。都立日比谷高校、東京大学卒業。1964年司法修習生18期（東京）。元福岡高等裁判所長官。東京地方裁判所所長、広島高等裁判所長官等を歴任。
退官後は学習院大学法学部・法科大学院で実務家教授として刑事法の科目を担当している。実際の裁判官評としては、法律的素養に優れ、生真面目でオーソドックスな判決。阪神タイガースのファン

### 年表
- 1964年 司法修習生。
- 1966年 東京地裁判事補任官。札幌地方裁判所部総括判事などを務める。
- 1999年 東京高等裁判所部総括判事、東京地裁所長、広島高裁長官等を務める。
- 2006年 福岡高裁長官を最後に定年退官。同年、学習院大学大学院法務研究科教授に就任。第一東京弁護士会に弁護士登録し西綜合法律事務所に入所。
- 2007年 電気通信事業紛争処理委員会委員長に就任[2]
- 2010年 検察の在り方検討会議委員に就任。

## 主な判決
- 3人強盗殺人被告に一審東京地裁判決を支持、被告側控訴を棄却。（2001年5月30日 東京高裁判決裁判長）
- 富士フイルム専務殺人事件の暴力団幹部の一審東京地裁判決の懲役10年を支持、被告側控訴を棄却。（2000年11月27日 東京高裁判決裁判長）
- 蛇の目ミシン工業恐喝事件で仕手集団・元「光進」代表・小谷光浩に一審東京地裁判決の懲役7年を支持、被告側控訴を棄却。（2000年3月31日 東京高裁判決裁判長）[3]

## 参照
1. ↑  『裁判官Who'sWho』 （池添徳明 + 同書刊行委員会,現代人文社）
2. ↑  電気通信事業紛争処理委員会（第84回）議事概要総務省
3. ↑  『判例体系 CD-ROM版』（第一法規）